# Espakeh
Espakeh (persiska: اسپکه) är en ort i Iran.   Den ligger i provinsen Sistan och Baluchistan, i den sydöstra delen av landet, 1 300 km sydost om huvudstaden Teheran. Espakeh ligger 771 meter över havet och antalet invånare är 2 995.
Terrängen runt Espakeh är lite kuperad, och sluttar norrut.Runt Espakeh är det mycket glesbefolkat, med 7 invånare per kvadratkilometer. Det finns inga andra samhällen i närheten. Trakten runt Espakeh är ofruktbar med lite eller ingen växtlighet.